# Paul Randebrock
Paul Randebrock (* 23. Oktober 1856 in Recklinghausen; † 25. Juli 1912 in Gelsenkirchen) war ein deutscher Bergingenieur und Bergbau-Manager, er wirkte als Vorstandsvorsitzender der Gelsenkirchener Bergwerks-AG und Verbandspolitiker des Ruhrbergbaus. In seine Zuständigkeit fiel der Neubau der Zeche Zollern.

## Leben
Paul Randebrock entstammte einer katholischen Familie. Er besuchte das Gymnasium Nepomucenum in Coesfeld und studierte anschließend an der Bergakademie Berlin und der Universität Bonn. Nach dem Studium trat er in die preußische Bergverwaltung ein und legte im Februar 1881 seine erste Staatsprüfung als Bergreferendar ab, 1885 erfolgte die Ernennung zum Bergassessor. Er war unter anderem beim Oberbergamt Dortmund und bei der Salinen- und Badeverwaltung Bad Oeynhausen tätig; seit September betreute er das Bergrevier Gelsenkirchen.
Am 1. September 1888 trat Randebrock aus dem Staatsdienst aus und wechselte zur Gelsenkirchener Bergwerks-AG (GBAG). Er leitete zunächst die Zechen Hansa, Zollern und Germania und ließ sich in Marten nieder. Im Jahr 1898 begann der Neubau der Zeche Zollern II in Bövinghausen, die als Musterzeche errichtet wurde. Er war 1905 an der Gründung der Emschergenossenschaft beteiligt. Im Januar 1908 wurde er zum Vorstandsvorsitzenden („Generaldirektor“) der GBAG ernannt und behielt diesen Posten bis zu seinem Tod.
Im Zuge des Aufstiegs siedelte er nach Gelsenkirchen über und betätigte sich dort auch politisch. Er war Stadtverordneter, Mitglied des westfälischen Provinziallandtags und in verschiedenen konservativen Vereinen wie etwa dem Gelsenkirchener Ostmarkverein aktiv. Ebenfalls 1908 wurde Randebrock Vorsitzender des neu gegründeten Zechenverbandes, ein Jahr später auch Vorsitzender des Vereins für die bergbaulichen Interessen im Oberbergamtsbezirk Dortmund, in dessen Vorstand er schon seit 1906 vertreten war. Daneben war Randebrock noch in zahlreichen Aufsichtsräten und Vereinigungen vertreten: Er war seit 1908 Vorsitzender der Westfälischen Berggewerkschaftskasse, Vorstandsmitglied des Allgemeinen Knappschaftsvereins, der Knappschaftsberufsgenossenschaft und des Rheinisch-Westfälischen Kohlensyndikats, in dem er der Kokskommission vorstand. Er war im Aufsichtsrat der Dortmunder Union und des Westfälischen Verbands-Elektrizitätswerks vertreten.

## Auszeichnungen
Paul Randebrock wurde 1907 der Rote Adlerorden IV. Klasse und 1910 der Kronenorden III. Klasse verliehen. Im Jahr 1909 wurde er zum Bergrat ernannt. Im Dortmunder Stadtteil Marten und im Recklinghäuser Paulusviertel ist eine Straße nach ihm benannt.

## Schriften
- Die Schachtanlage Zollern II der Gelsenkirchener Bergwerks-Aktien-Gesellschaft. In: Glückauf, Berg- und Hüttenmännische Zeitschrift, 41. Jahrgang 1905, Nr. 25, Seite 781ff.